# Institutio Christianae religionis
Az Institutio Christianae religionis, röviden Institutio (a latin cím körülbelüli jelentése: „A keresztyén vallás rendszere”) Kálvin János fő műve, a kálvinista teológia összefoglalása. A mai napig nagy hatású könyv először 1536-ban jelent meg latinul, 1541-ben franciául, de Kálvin élete során folyamatosan dolgozott rajta, így a végleges latin nyelvű kiadása 1559-ben, a francia 1560-ban jelent meg. A bővítések során a munka körülbelül négy-ötszörös hosszúságúra növekedett, de a terjedelem változása mellett a tartalom vagyis a hittételek változatlanul maradtak.
A könyv azzal a céllal íródott, hogy káté, hitvallás és apológia legyen, és a teológiai témák széles körét fedte le, a protestáns egyház szentségekről vallott felfogásától a hit általi megigazulás hittételéig. Támadta a Kálvin által helytelennek tartott nézeteket, elsősorban a római katolikus egyházéit. A mű a 21. században is fontos szerepet tölt be a protestáns (nem kizárólag református) teológiában.

## Története
Kálvin majdnem egész életében, huszonhat éves korától ötvenéves koráig dolgozott ezen a könyvön, amely a bővítések és újabb kiadások ellenére lényegét tekintve ugyanaz maradt. Jelentőségében meghaladta a korábbi protestáns teológusok, például Philipp Melanchthon vagy Ulrich Zwingli műveit, és Philip Schaff egyháztörténész véleménye szerint ugyanolyan klasszikus mű a teológiában, mint Órigenész, Hippói Szent Ágoston és Aquinói Szent Tamás munkái.
Kálvin bázeli tartózkodása alatt írta meg az első változatot, amelyet 1535. augusztus 20-án fejezett be. Hatással voltak rá az első reformátori generáció, Luther, Bucer és Zwingli művei. Az eredeti latin nyelvű genfi kiadás 1536-ban jelent meg, egy I. Ferenc francia királyhoz intézett előszóval, amelyet Kálvin a hugenották nevében és védelmére írt. Ezt az előszót az apologetikai irodalom mesterművének tartják. Kálvin egy kísérőlevelet is írt, amelyben a reformátusokat védte a katolikus teológusok által felsorakoztatott vádakkal szemben, elsősorban azt cáfolva, hogy a reformátusok rajongók és forradalmárok lennének, és ezzel együtt küldte el a királynak a könyvet, aki azonban nem olvasta el
Kálvin élete során öt latin nyelvű fő változatot jelentetett meg (1536, 1539, 1543, 1550 és 1559), ezek közül leggyakrabban az 1559-esre („Nagy” Institutio) szoktak hivatkozni. Az első francia fordítást Kálvin saját maga készítette és 1541-ben jelent meg, az 1539-es latin változat alapján. A későbbi három francia fordítás készítését szintén Kálvin felügyelte. Ezek a fordítások nagymértékben hozzájárultak a francia irodalmi nyelv kialakulásához. A párizsi parlament 1542. július 1-jén elrendelte a francia kiadás példányainak elkobzását. A IV. Pál pápa idején, 1559-ben kiadott Index librorum prohibitorum azaz tiltott könyvek jegyzéke nem csak az Institutiot, hanem Kálvint mint szerzőt minősítette tilalmasnak (auctores quorum libri et scripta omnia prohibentur). Magát az Institutiot egy korabeli katolikus szerző „az eretnekség Koránja és Talmudja” névvel illette.
Az Institutio már a 16. században számos fordítást és kiadást ért meg: 1557-ben megjelent olaszul, 1560-ban holland nyelven, 1561-ben angolul, 1572-ben németül, 1597-ben pedig spanyolul. Népszerűek voltak és üzleti hasznot is hajtottak a könyvhöz készített rövidített, összefoglaló kalauzok, amelyek az olvasók tájékozódását segítették, egyes esetekben folyamatábrákkal és diagramokkal. Az első magyar nyelvű fordítást Bethlen Gábor fejedelem és Rákóczi György kívánságára és támogatásával Szenczi Molnár Albert készítette az 1559-es latin kiadásból, ez 1624-ben Hanauban jelent meg. 1898-ban Szász Domokos erdélyi református püspök tett alapítványt teológiai tankönyvek és tudományos teológiai irodalmi művek kiadására, és első lefordítandó feladatul az Institutio-t jelölte meg. Így került sor 1903-ban Nagy Károly fordításának megjelentetésére, az 1536-os rövidebb változatból. A fordító, a kolozsvári református teológiai intézet tanára, a munka jövedelmét Kálvin műveinek, elsősorban az Institutio 1559-es változatának magyar nyelvű kiadására ajánlotta fel. 1909-ben jelent meg a „Nagy Institutio” magyar fordítása, Ceglédi Sándor és Rábold Gusztáv munkája. Az első Institutio kiadásának 400. évfordulója alkalmából, 1936-ban jelent meg az 1536-os kiadás újabb magyar fordítása, Dr. Victor János munkája.

## Tartalma
A régebbi Kálvin-kutatók több elméletet is felállítottak arra vonatkozóan, hogy mi tekinthető az Institutio központi témájának: az eleve elrendelés, Isten szuverenitása, Isten akarata, Krisztus vagy az egyesülés Krisztusban. A mai kutatók azonban nagyjából egyetértenek abban, hogy a könyvnek nincs központi témája.
Az 1559-es „Nagy” Institutio négy részből áll: az I. könyv tárgya Isten, a teremtés és a gondviselés, a II. könyv a megváltással foglalkozik, ezen belül tárgyalja az emberi bűnt és a Megváltó személyét és cselekedeteit, a III. könyv az egyes emberek szempontjából tárgyalja a megváltást, ebben írja le a hit, az újjászületés, a megigazulás és az eleve elrendelés tanát, a IV. könyv pedig a megváltottak közösségével, azaz az egyházzal foglalkozik. Egyes értelmezések szerint a mű szerkezete a szentháromságtanra épül, illetve az apostoli hitvallást követi – eszerint az első rész az Atyáról, a második a Fiúról, a harmadik a Szentlélekről, a negyedik az egyházról szól. Kálvin teológiájának alapja a Sola Scriptura elvének megfelelően a Biblia, így nem meglepő, hogy az Institutióban majdnem hétezerszer hivatkozik rá, és érvelései mindig a Szentíráson alapulnak.

### I. A teremtő Isten ismeretéről
Isten ismerete és önmagunk megismerése számos ponton összefügg. Isten megismerhető a teremtés egészében, amelyről belső és külső tudásunk van. A belső tudás alapja az „isteni érzete” (sensus divinitatis) illetve a „vallás magja” (semen religionis), amelyet Isten minden emberi lényben elültetett. A külső tudás megszerezhető a természet és a történelem tanulmányozásával; Isten megtapasztalásának ez a módja nem a keresztények kizárólagos sajátja: a teremtés rendjét vizsgálva bárki képes eljutni Isten gondolatáig. Ez a tudás azonban nem elégséges, a keresztény hívő a bibliai kijelentésből ismerheti meg Isten szerepét az emberiség sorsának alakulásában. Isten az embert saját képére teremtette és szabad akaratot adott neki, ez azonban a bűnbeesés miatt megromlott. A valódi, romlatlan, Isten szándékai szerinti emberi természet, Jézus Krisztusban válik láthatóvá. Az ember Krisztuson keresztül fordulhat az igazságos bíró helyett a könyörületes atyához.

### II. A megváltó Isten ismeretéről a Krisztusban, mely először az atyáknak a törvény alatt, aztán pedig minékünk is az evangéliumban kinyilváníttatott
Az első öt fejezet tárgya a bűn, és ennek következménye, a megváltás szükségessége. Az „öröklött bűnnel” kapcsolatban Kálvinnak az az álláspontja, hogy nem a szexuális aktus gyakorlásával közvetítődik (Hippói Szent Ágoston feltételezése szerint), nem is utánzással sajátítjuk el, ahogy Pelagius vélte. Az emberiség Ádámtól örökölte a bűnt és ezt két módon lehet felfogni: realista vagy reprezentatív módon; azaz Ádámot az emberiség ősének vagy reprezentánsának tekintve. Kálvin mindkét értelmezést használja, de úgy tűnik, hogy a reprezentatív értelmezés felé hajlik.
Krisztusnak közvetítő szerepe van a bűnbeesés következtében megromlott ember és Isten között; hogy ezt a szerepet betölthesse, egyidejűleg kell rendelkeznie isteni és emberi tulajdonságokkal. A közvetítő eljövetelének előkészületeként Ábrahám és utódai törvényt kaptak; Kálvin szerint az egész zsidó vallás célja az, hogy előremutasson Jézus Krisztusra. Az Ószövetség törvényeinek az életmódra és igazságszolgáltatásra vonatkozó része csak az adott társadalmi-kulturális közegben érvényes, és Kálvin a maga korára nézve ezeket már nem tartja kötelezőnek, szemben az erkölcsi törvényekkel, amelyek örök érvényűek. Az Ószövetség és az Újszövetség között folytonosság és lényegi összefüggés áll fenn: mindkettő az isteni kegyelem Krisztusban való megtestesüléséről szól. Ugyanakkor öt pontban különbség áll fenn a Biblia két része között:
| Szempont              | Ószövetség                                                               | Újszövetség                                                                                                   |
| --------------------- | ------------------------------------------------------------------------ | --- |
| Világosság            | A látható és tapintható elhomályosítják a láthatatlan dolgokat.          | A láthatatlan dolgokkal kapcsolatban világosan fogalmaz.                                                      |
| Képek alkalmazása     | Az igazságot indirekt módon, képek segítségével ábrázolja.               | Közvetlenül, képek nélkül mutatja be az igazságot.                                                            |
| Törvény és evangélium | A törvény parancsol, de nem képes az emberi természet megváltoztatására. | Az evangélium „képes megváltoztatni illetve kijavítani a minden emberben természettől fogva meglévő rosszat.” |
| Hatása az érzelmekre  | Félelmet vált ki és megköti az értelmet.                                 | A szabadság érzetét kelti, örömöt ad.                                                                         |
| Hatósugara            | Csak a zsidó népre terjedt ki.                                           | Egyetemes érvényesség.                                                                                        |

Krisztus jelenlétét és megváltó tevékenységét az Ó- és Újszövetség egymást kiegészítve mutatja be. Krisztus emberi lényként engedelmeskedik Istennek, és ezáltal ellentételez minden tartozást, amely a bűn miatt keletkezett. Lutherhez hasonlóan, Kálvin is úgy gondolja, hogy bár Isten Fia emberi természetet öltött magára, de nem vált annak foglyává. Krisztus munkája háromféle módon szolgálatot jelent: pap, próféta és király, azaz az Ószövetség három legfontosabb tisztségét teljesíti be. Papként az emberekért vállalt engesztelő áldozatot; az áldozat értékét Isten választása adja.

### III. A Krisztus kegyelme elsajátításának módjáról és arról, hogy ebből micsoda gyümölcsök származnak nekünk és micsoda eredmények következnek belőle
A harmadik könyv témakörei sorrendben: a hit, az újjászületés, a keresztény élet, a megigazulás és az eleve elrendelés.
Isten az Igében jelenti ki nekünk önmagát és a Szentlélek által munkálkodik az ember szívében; a hívő ember pedig erre hittel válaszol. A hitnek Krisztusra kell néznie, mert kizárólag általa ismerhetjük meg Istent. Krisztust csak a Szentírásból ismerhetjük meg. A hit nem egy általános istenismeret, hanem Isten irántunk való kegyelmének, jóakaratának ismerete, amely nem annyira megértésből, mint bizalomból származik. A hívő embernek harcolnia kell a kételkedés ellen, amely egyrészt az emberi tökéletlenségből, másrészt az emberi élet körülményeiből adódik.
Az ember válasza a kegyelmi ajándékra, azaz a hitre a bűnbánat. Kálvin lényegében nem tesz különbséget a bűnbánat, a megtérés és az újjászületés között: „vegyesen használják ugyanazon értelemben a következő kifejezéseket: megtérni vagy az Úrhoz visszafordulni, megjobbulni és bűnbánatot tartani.”
A hit által a hívő Krisztusba tagolódik (institio in Christum), ezzel elfogadásra talál Istennél, azaz megigazul; ám ez nem függ az erkölcsi megjobbulástól azaz megszentelődéstől.
Az eleve elrendelés tanát Kálvin nem logikai úton vezeti le a Szentírásból, hanem tapasztalati tényeken alapuló gondolkodással jut el hozzá. A tapasztalat azt mondja, hogy az evangélium nem érint meg egyformán minden embert, de ezt nem lehet Isten mulasztásának esetleg gyengeségének tulajdonítani – ez az eleve elrendelés misztériuma. A kiválasztás azonban nem jelenti azt, hogy a hívő ember értékesebb, mint a hitetlen, hiszen a bűnbeesés miatt minden ember megérdemelné az elvetést. A kiválasztás nem az ember hitétől függ, nem az ember állhatatosságából származik, a hit azonban láthatóvá teszi a kiválasztást.

### IV. Azokról a külső eszközökről és támogatásokról, amelyek által Isten minket a Krisztus társaságába hív és abban megtart
Kálvinnak az egyházról szóló tanítása nem elvi jellegű, hanem szorosan összefonódik a genfi református gyülekezet megszervezése során végzett munkájával. Ezért Kálvin tanítása nem csupán a római katolikus egyház negatívumainak felsorolása, hanem a Szentíráson alapuló egyházszervezet modelljének felépítése, a hétköznapi életből vett példákkal tűzdelve.
A láthatatlan egyháznak azok a tagjai, akik kiválasztottak, azaz kegyelmet nyertek a hitre és az üdvösségre; a látható egyház mindazoknak a híveknek a közössége, akik Istent és Krisztust tisztelik, fölveszik a keresztség szentségét fölveszik, bizonyítják szeretetben való egységüket az úrvacsora vételével, és hallgatják és megtartják Isten igéjét. A gyülekezet tagjai világi rangtól függetlenül egyenlőek. Az egyházi hatalmat a gyülekezet akarata legitimálja, az egyházi hivatalokat választás útján töltik be.
A valódi egyház ismertetőjele a szentségek helyes kiszolgáltatása. Kálvin felfogásában a szentségek „külső szimbólumok, melynek révén az Úr lelkiismeretünkbe bepecsételi irántunkvaló jóakaratának jeleit, hogy bár hitünk gyenge, mégis megtartson bennünket.” (A katolikus egyház hét szentsége közül a reformátorok csak kettőt, a keresztséget és az eucharisztiát fogadtak el.) A szentségekben olyan közeli kapcsolatban áll a látható jel és a láthatatlan jelölt között, hogy egyik nyugodtan alkalmazható a másikra, jel és jelölt egymástól megkülönböztethető, de el nem választható (distinctio sed non separatio).
Az egyház és a világi hatalom egymással kölcsönhatásban munkálkodnak, mindkettőt az Isten rendelte. Az egyházi uralom, azaz a lelki uralom a keresztényeket a kegyességre és Isten tiszteletére neveli; a világi hatalom arra szorítja az embert, hogy a polgári társadalomban felelősséggel éljen. A világi hatalomnak, még a rossz kormányzatnak is engedelmeskedni kell, egy kivétellel: az ellenállás kötelező, ha a világi előírások szemben állnak Isten parancsaival.

## A mű magyarul hozzáférhető kiadásai

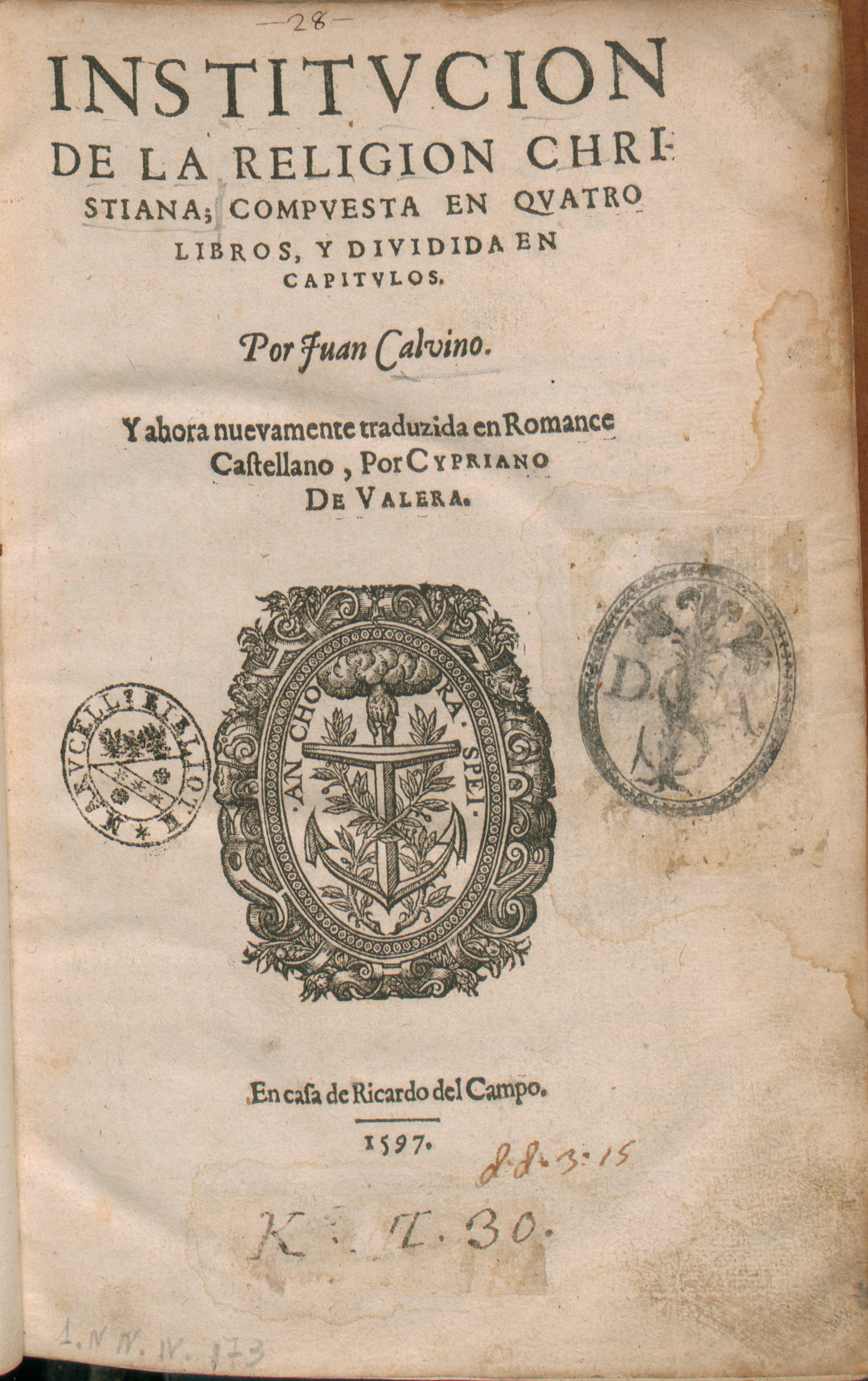
Institutio christianae religionis, 1597

### 1536-os kiadás fordítása
- A keresztény vallás alapvonalai. Ford. Nagy Károly. Budapest: Magyar Protestáns Irodalmi Társaság. 1903.  = A Magyar Protestáns Irodalmi Társaság kiadványai,  arch Hozzáférés: 2009. május 12.
- Kálvin János: Institutiója, 1536. Ford. Victor János. Budapest: Stichting Hulp Oost Europa. 1995.  = Református egyházi könyvtár,   (az 1936-os kiadás reprintje)

### 1559-es kiadás fordítása
- A keresztyén vallás rendszere. Ford. Ceglédi Sándor és Rábold Gusztáv. Budapest: Református Egyház Zsinati Iroda. 1995.   (az 1909-es kiadás reprintje)
- Tanítás a keresztyén vallásra. Ford. Békési Andor. Budapest: Református Zsinati Iroda. 1986.  ISBN 963-300-231-1  (második kiadás 1991)
- Az keresztyeni religiora es igaz hitre valo tanitas mellyet deakúl irt Calvinus Janos ... ; ... magyar nyelvre forditott Molnar Albert, hasznos és bővséges registromockal egyetemben. Budapest: Balassi; (hely nélkül): MTA Irodalomtudományi Intézete. 2009.  ISBN 978-963-506-820-3  (hasonmás kiadás)
- Institutio Christianae Religionis I-II. A keresztyén vallás rendszere. Ford., jegyz. Buzogány Dezső. Budapest: Kálvin. 2014.  ISBN 9789635582815

## Ajánlott irodalom
- Kálvin és a kálvinizmus : tanulmányok az Institutio négyszázadik évfordulójára. Írták a Debreceni M. Kir. Tisza István-Tudományegyetem Református Hittudományi Karának tanárai és doctorai. Debrecen: Debrecen Szabad Királyi Város; (hely nélkül): Tiszántúli Református Egyházkerület Könyvnyomda Váll. 1936.
- Csekey Sándor:  Az Institutio jelentősége és hatása.  Magyar Kálvinizmus,   (1936)
- Gánóczy Sándor – Stefan Scheld: Kálvin hermeneutikája: Szellemtörténeti feltételek és alapvonalak. Budapest: Kálvin Kiadó. 1997.  ISBN 963-300-705-4
- Thomas Henry Louis Parker: Calvin: An introduction to his thought. (hely nélkül): Westminster John Knox Press. 1995.  ISBN 978-0-664-25602-9
- W. van 't Spijker: Kálvin élete és teológiája. Budapest: Kálvin Kiadó. 2003.  ISBN 963-300-934-0
- Linkek az Institutio német, angol, francia, spanyol és latin szövegéhez[halott link]
- Az 1536-os kiadás Nagy Károly-féle fordítása (1903)